# 5-я полицейская часть
5-я полицейская часть (тат. 5 нче пүлисә часы) — один из районов дореволюционной Казани. В состав части входили слободы: Старо-Татарская (южная часть), Ново-Татарская и Плетени.
На севере по улице Евангелистовской граничила со 2-й полицейской частью, на востоке (по Булаку и озеру Кабан) — с 5-й полицейской частью. Южнее находились пригородные слободы Поповка и Жировка.

## Инфраструктура
В 1900 году на территории части находились 4 православные церкви, 9 мечетей (Азимовская, Апанаевская, Белая, Бурнаевская, Голубая, Розовая, Старокаменная, Старо-Татарского кладбища, Юнусовская), 1161 жилой дом (224 каменных и 937 деревянных), 607 нежилых зданий (104 каменных и 503 деревянных). Из предприятий имелись: стеариновый, мыловаренный и химический завод бр. Крестовниковых, дрожжно-винокуренный завод т-ва « Петцольд», пивоваренные заводы Петцольда и Александрова, мыловаренно-глицериновый завод, бязе-красильная и китаичная фабрики, и др.

## Население
| 1900   | 1906    | 1917    | 1920    | 1923    |
| ------ | ------- | ------- | ------- | ------- |
| 13 247 | ↗21 079 | ↗26 940 | ↘19 184 | ↗19 679 |

### Религиозный и национальный состав
Религиозный состав (1900): мусульмане — 9 493 чел. (71,7%), православные — 3 701 чел. (27,9%).
Национальный состав (1920): татары — 12 844 чел. (67,0%), русские — 5 726 чел. (29,8%).